# Caatinganattskärra
Caatinganattskärra (Nyctiprogne vielliardi) är en fågel i familjen nattskärror.

## Utbredning och systematik
Fågeln förekommer i östra Brasilien (caatingan i norra Bahia och norra Minas Gerais). Den behandlas som monotypisk, det vill säga att den inte delas in i några underarter.

## Status och hot
Arten har ett stort utbredningsområde, men tros minska i antal, dock inte tillräckligt kraftigt för att den ska betraktas som hotad. Internationella naturvårdsunionen IUCN listar arten som livskraftig (LC).